# Tornos pervelata
Tornos pervelata är en fjärilsart som beskrevs av Walker 1863. Tornos pervelata ingår i släktet Tornos och familjen mätare. Inga underarter finns listade i Catalogue of Life.